# Médiamaticien
 (juillet 2014).
Médiamaticien est une profession du domaine de l'information et de la communication, exercée en Suisse par une personne formée à la médiamatique. Cela comprend différents domaines de compétence :
- La création et la retouche d'images ;
- L'informatique (matériel et logiciel) ;
- La photographie, la vidéo ;
- La création de support papier (affiches, magazines, prospectus) ;
- Le design et la création de sites web complets avec différents langages (HTML, CSS, JavaScript, PHP, MySQL) ;
- Les présentations interactives ;
- La maîtrise des outils de bureautique ;
- La gestion d'entreprise et la comptabilité, le droit et l'économie ;
- Le marketing.

## Description
Comme son nom l'indique, la médiamatique se situe au milieu de différents métiers. Les professionnels de ce domaine regroupant commerce, multimédia et informatique, du nom de médiamaticien, sont des généralistes capables de gérer une petite entreprise et nombre de ses projets de leur conception à leur exécution et de communiquer avec de nombreux professionnels. Ainsi, un médiamaticien employé dans une petite entreprise en gérera de nombreuses facettes et dans une moyenne ou grande entreprise travaillera plutôt comme spécialiste d'un des trois domaines précités, après spécialisation, ou comme personne qui en relie les professionnels. En effet, leur polyvalence leur permet de communiquer efficacement que ce soit avec des clients ou des employés. Les médiamaticiens sont capables d'analyser le marché et la demande du client de manière à offrir le produit le mieux adapté.
Le métier de médiamaticien regroupe trois métiers en un, à savoir : employé de commerce, concepteur multimédia ainsi qu'informaticien.

## Étymologie
Médiamatique → média = milieu (latin) + matique ~ domaine relatif → domaine relatif aux moyens (de communication)

## Historique
Il est possible de se former en médiamatique en Suisse depuis 1997. La première classe a été ouverte cette même année au Tessin, et d'autres classes en 1998 à Aarau et Bienne pour les cantons romands.
| année | évènement                                                                                                 |
| ----- | --- |
| 1997  | Création de la profession par l'association Sigmedia à l'initiative de collaborateurs Swisscom            |
|       | 1re classe à Bellinzone dans le canton du Tessin                                                          |
| 1998  | 1re classes en Suisse alémanique et à Bienne pour les cantons romands (Fribourg-Neuchâtel-Valais)         |
| 1999  | 1re classe en écoles à plein temps à Neuchâtel et Sainte-Croix (canton de Vaud)                           |
| 2000  | 1er et 1ères apprenti(e)s en entreprises (formation duale) dans les cantons du Jura et Vaud               |
| 2001  | 1er et 1ères apprenti(e)s dans le canton de Genève                                                        |
| 2006  | Création de l'association romande des médiamaticien(ne)s, ARoMe http://www.arome.ch                       |
| 2008  | 1re classe à l'école professionnelle (dual) d'Yverdon-les-Bains                                           |
| 2009  | Premiers Certificats fédéraux de capacité CFC attribués selon la procédure de Validation des acquis       |
| 2010  | Création d'ICT Formation professionnelle Suisse qui reprend le rôle d'association faîtière de SIGMEDIA    |
| 2011  | Introduction de la nouvelle Ordonnance fédérale de médiamaticien(ne) CFC après 2 ans de travaux           |
| 2012  | Introduction du nouveau brevet fédéral de médiamaticien(ne) (formation continue en emploi de 3 semestres) |

## Formation (Suisse romande)

### Domaines d’apprentissage
Les tâches professionnelles sont des domaines du commerce (marketing, comptabilité, administration), du multimédia et de l’informatique.

### Compétences
- Analyser les besoins des clients et du marché ;
- Création de documents imprimés (affiches, cartes de visite, manuels, brochures, catalogues, etc.) ;
- Mettre en place des applications principalement orientées vers le Web ;
- Suivre l’évolution de projets jusqu’à leur réalisation ;
- Mettre en service des systèmes audiovisuels (vidéoconférence, animation…) ;
- Création complète de sites Internet et Intranet (de l’analyse à la maintenance, en passant par le référencement, la promotion et l’amélioration du système) ;
- Configuration d’ordinateurs (matériel et logiciel) ;
- Utiliser et appliquer la bureautique (traitement de texte, banques de données, fax et courrier électronique, Internet…) ;
- Réalisation de documentation de produits multimédias et informatiques ;
- Réaliser ou superviser la promotion de produits et services ;
- Développer ou appliquer des stratégies de communication et de marketing.

### Types d’apprentissage
Enseignée soit dans des établissements d’études professionnelles, soit lors d’un apprentissage en entreprise, la formation de médiamaticien est généralement dispensée en quatre ans (ou 3 selon l’école).

#### Formation initiale
Durée
- En dual (entreprise et école) :
  - 3-4 jours par semaine en entreprise ;
  - 1-2 jour(s) en école ;
  - 26 jours de cours interentreprises (sur 4 ans).

- En école professionnelle :
  - 5 jours par semaine en école ;
  - 2 fois 6 mois de stage en entreprise (sauf FPA).

Lieux
- En dual (entreprise et école) :
  - 4 ans en entreprise et en école (CPNV Yverdon-les-Bains).

- En école professionnelle :
  - 3 ou 4 ans à Neuchâtel (CPLN) ;
  - 4 ans à Sainte-Croix (CPNV) ;
  - 2 ans en FPA (formation professionnelle accélérée pour les possesseurs d’un titre gymnasial ou d’un CFC, CPNV Sainte-Croix).

#### Maturité professionnelle
Artistique
- Lieux :
  - Vevey (CEPV), en école professionnelle

- Durée :
  - 1 année post formation, en école professionnelle

Technique
- Lieux :
  - Neuchâtel  (CPLN), en école professionnelle
  - Sainte-Croix (CPNV), en école professionnelle
  - Sion (EPTM), en école professionnelle

- Durée :
  - Intégrée (en cours de formation sur 3 ou 4 ans)

Commerciale
- Lieux :
  - Yverdon-les-Bains (CPNV- Centre professionnel Nord Vaudois)

- Durée :
  - Intégrée (en cours de formation), en dual
  - 1 année post formation, en école professionnelle

### Conditions d'admission
- scolarité obligatoire terminée ;
- certaines entreprises ou écoles font passer un examen d'admission.

### Titre obtenu
Certificat fédéral de capacité (CFC) de médiamaticien ou de médiamaticienne.

### Perfectionnement
- apprentissages complémentaires d'informaticien, d'électronicien en multimédia ou de concepteur en multimédia ;
- brevet fédéral d'agent de processus, 3 semestres en cours d'emploi, dans toutes les principales localités de Suisse romande organisé par le Centre de formation ESG à Prilly ;
- brevet fédéral d'organisateur, environ 50 jours en cours d'emploi à Morges ;
- diplôme fédéral d'informaticien ou d'organisateur, environ 15 mois en cours d'emploi à Morges;
- diplôme d'informaticien de gestion ES, 2 ans à plein temps ou 6-8 semestres en cours d'emploi à Delémont, Genève, Neuchâtel ;
- diplôme de technicien ES en processus d'entreprise, 2 ans à Bienne et Ste-Croix, 3 ans en emploi à Porrentruy, 7 semestres en cours d'emploi, dans toutes les principales localités de Suisse romande organisé par le Centre de formation ESG à Prilly ;
- diplôme de technicien ES en exploitation et logistique, 3 1/2 ans en cours d'emploi à l'École supérieure technique à Neuchâtel ;
- diplôme de technicien ES en électronique, 2 ans à plein temps à Genève, Lausanne, Le Locle, Neuchâtel, Porrentruy ; ou 3 ans en cours d'emploi à Genève ;
- diplôme de technicien ES en ingénierie des systèmes, 2 ans à Lausanne ;
- diplôme de technicien ES en informatique technique, 2 ans à plein temps à Porrentruy et à Ste-Croix et 3 ans en cours d'emploi à Lausanne ;
- diplôme d'ingénieur HES en informatique, 3 ans à Bienne, Fribourg, Genève, Le Locle, Delémont (1re année), St-Imier, Yverdon-les-Bains et 8 semestres (au minimum) en emploi à Bienne et Yverdon-les-Bains.